# ديارال الشيبة (تريم)
'

تعديل مصدري - تعديل

ديارال الشيبة هي إحدى قرى عزلة تريم بمديرية تريم التابعة لمحافظة حضرموت، بلغ تعداد سكانها 91 نسمة حسب تعداد اليمن لعام 2004.